# NGC 185
NGC 185 (również PGC 2329 lub UGC 396) – galaktyka eliptyczna (E3), znajdująca się w gwiazdozbiorze Kasjopei. Jest satelitą znacznie większej Galaktyki Andromedy. Należy do galaktyk Seyferta typu 2. Odkrył ją William Herschel 30 listopada 1787 roku.